# 罗德兹城市公共交通
罗德兹城市公共交通是法国南部城市罗德兹的城市公共交通系统，其法语商业名称为“AggloBus”，意为“城市圈公交”。

## 历史
罗德兹城市公共交通建立于1972年，其前身是运行于1902至1920年间的罗德兹有轨电车，后因私人汽车的兴起而停运。1972年，罗德兹汽车客运公司（Société anonyme des transports automobiles ruthénois）成立，1991年成为市际工会，2000年起由罗德兹城市圈公共社区直管。

## 组织

### 运营
罗德兹城市公共交通由罗德兹城市圈公共社区全权管理。

### 财政
罗德兹城市公共交通的财政管理由罗德兹城市圈公共社区负责财政，其财政来源包括3部分：
- 地方财政支出，即罗德兹城市圈公共社区本身。
- 交通财政转移（Versement du transport），其财政来源为企业财政征收（Prélèvement）。2021年，罗德兹地区的交通财政转移征税率为0.8%[2]。
- 商业收入，主要来源于车票及各类广告。

罗德兹城市公共交通系统尚未获得国家直接补助。

## 设施
截止2021年11月，罗德兹城市公共交通系统共有普通线路12条，另有1条节假日专线和多条校车线路。

## 线路网
罗德兹城市公共交通的线路网覆盖了罗德兹城市圈公共社区内的8个市镇。

罗德兹城市圈公共社区范围地图

## 线路

### 普通公交线路
| 线路 | 起站                             | 终点                                | 运行时间 |
| ---- | -------------------------------- | ----------------------------------- | -------- |
| A    | Maison Neuve 新房子              | Musée Denys Puech 德尼·皮埃什博物馆 | 周一至六 |
| B    | Le Mail 城墙                     | Olemps La Croix 奥朗普斯-十字架     | 周一至六 |
| C    | Place Foch 福煦广场              | Les Palombes 莱帕隆布               | 周一至六 |
| D    | Cathédrale 大教堂                | Les Palombes 莱帕隆布               | 周一至六 |
| E    | Le Mail 城墙                     | Druelle Bourg 德吕埃勒-城关         | 周一至六 |
| F    | Le Mail 城墙                     | Les Capucines 莱卡皮西讷            | 周一至六 |
| G    | Maison Neuve 新房子              | Estreniol 埃斯特尔尼奥勒            | 周一至六 |
| H    | Ségala 塞加拉                    | Roger Serpentié 罗歇·塞尔庞蒂耶     | 周一至六 |
| J    | Luc Mairie 吕克-市政厅           | Olemps Mairie 奥朗普斯-市政厅       | 周一至六 |
| K    | Musée 博物馆                     | Stade d'Istournet 伊斯图尔内球场    | 周一至六 |
| L    | Place Foch 福煦广场 （区域环线） | Place Foch 福煦广场 （区域环线）    | 周一至六 |
| S    | Le Mail 城墙                     | Les Capucines 莱卡皮西讷            | 周一至六 |

### 节假日公交线路
| 线路 | 起站                       | 终点                     | 运行时间 |
| ---- | -------------------------- | ------------------------ | -------- |
| Dim  | Hôpital J. Puel 皮约尔医院 | Les Capucines 莱卡皮西讷 | 节假日   |

## 票价
罗德兹城市公共交通的票务系统包括纸质票和电子票两种。其中纸质票包含单次单程票、10次单程票、50次单程票、单程定制线路单程票和10次定制线路单程票四种；电子票包括普通月票、普通年票以及青年年票。